# Groupe de Chasse
A Groupe de Chasse (sokan a vezetője után csak "Groupe Jaquet") egy belga repülő ezred volt az első világháborúban és utána. 

## Története és működése
A Groupe de Chasse repülő ezred volt az első igazi belga légi ezred. Az egység 1918 márciusában alakult meg Belgium területén, Les Moëresben. Az egység parancsnoka a több kitüntetést is szerzett belga ászpilóta, Fernand Jacquet lett. Őt maga a belga király, I. Albert kérte fel erre a posztra és ő ezt el is fogadta. Az egységet a vezetőjéről többen "Groupe Jaquet" is szokták nevezni. A légi ezred kötelékébe három repülő század tartozott (lásd alább):
- 9me Escadrille de Chasse
- 10me Escadrille de Chasse (A légi ezred megalakulásakor az 5me   repülő század beolvadt ebbe.)
- 11me Escadrille de Chasse

Az egység a háború végéig összesen több mint 40 légi győzelmet tudott elérni. 1918 októberében az ezred a repülő századjaival együtt Moerkerkébe költözött. Miután véget ért a háború, az ezred három százada különböző helyeken állomásozott. A 9me Sint-Agatha-Berchemben, míg a 10me és a 11me a németországi Bochumba.

## Fordítás
- Ez a szócikk részben vagy egészben  a   Groupe de Chasse című angol Wikipédia-szócikk ezen változatának fordításán alapul.  Az eredeti cikk szerkesztőit annak laptörténete sorolja fel. Ez a jelzés csupán a megfogalmazás eredetét és a szerzői jogokat jelzi, nem szolgál a cikkben szereplő információk forrásmegjelöléseként.